# مير مصور

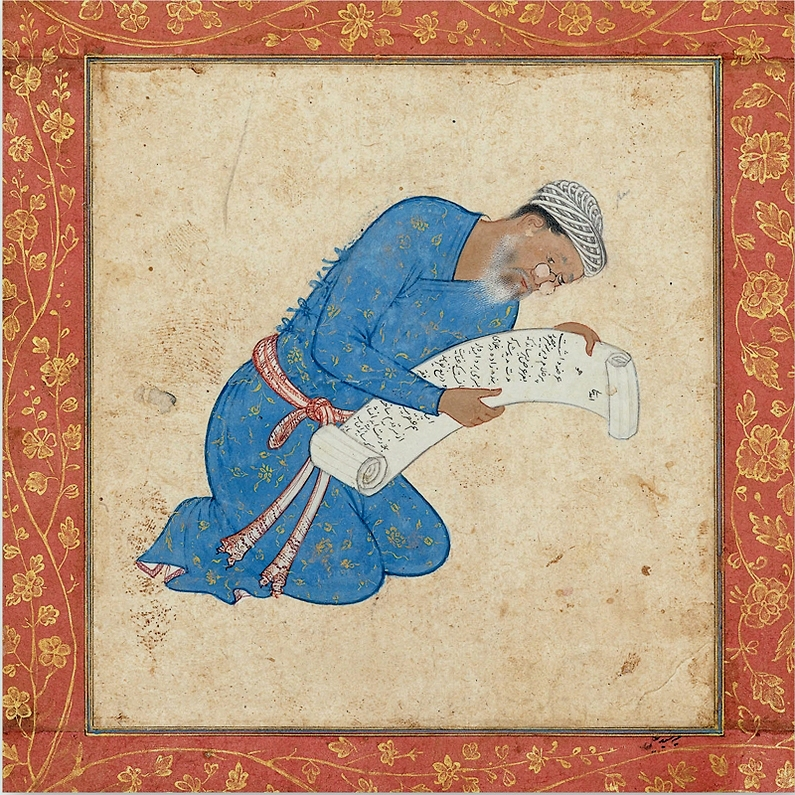
صورة ذاتية لمير موسافير؛ حوالي عام 1555؛ ألوان مائية غير شفافة وحبر وذهب على ورق؛ 12 سم (ارتفاع) × 11.1 سم (عرض)؛ متحف اللوفر.

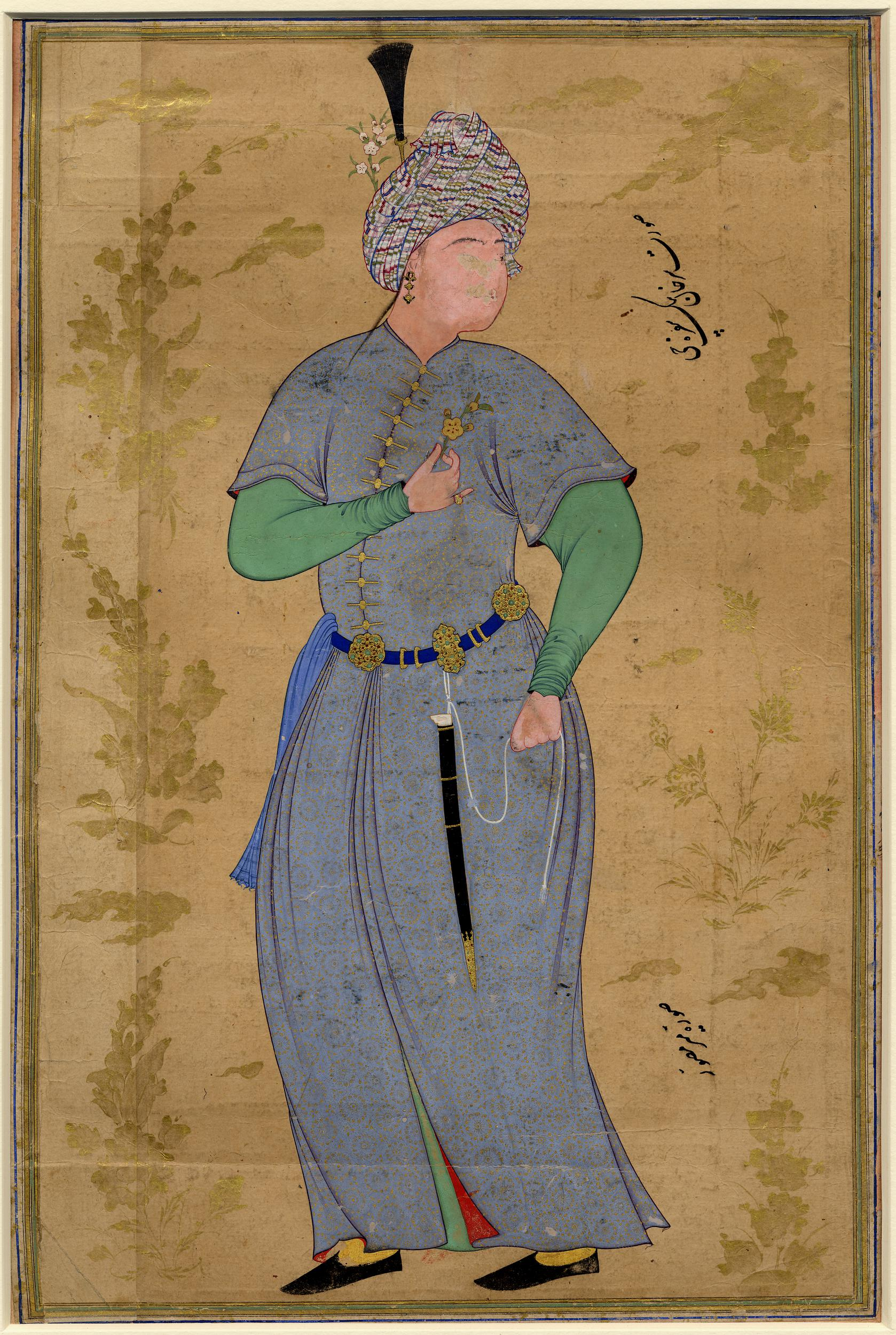
"سارخان بيك، خادم المائدة"؛ حوالي عام 1530؛ ألوان مائية غير شفافة، حبر، وذهب على ورق؛ 33 سم (ارتفاع) × 22 سم (عرض)؛ المتحف البريطاني. هذه الصورة موقعة من مير مُصور.

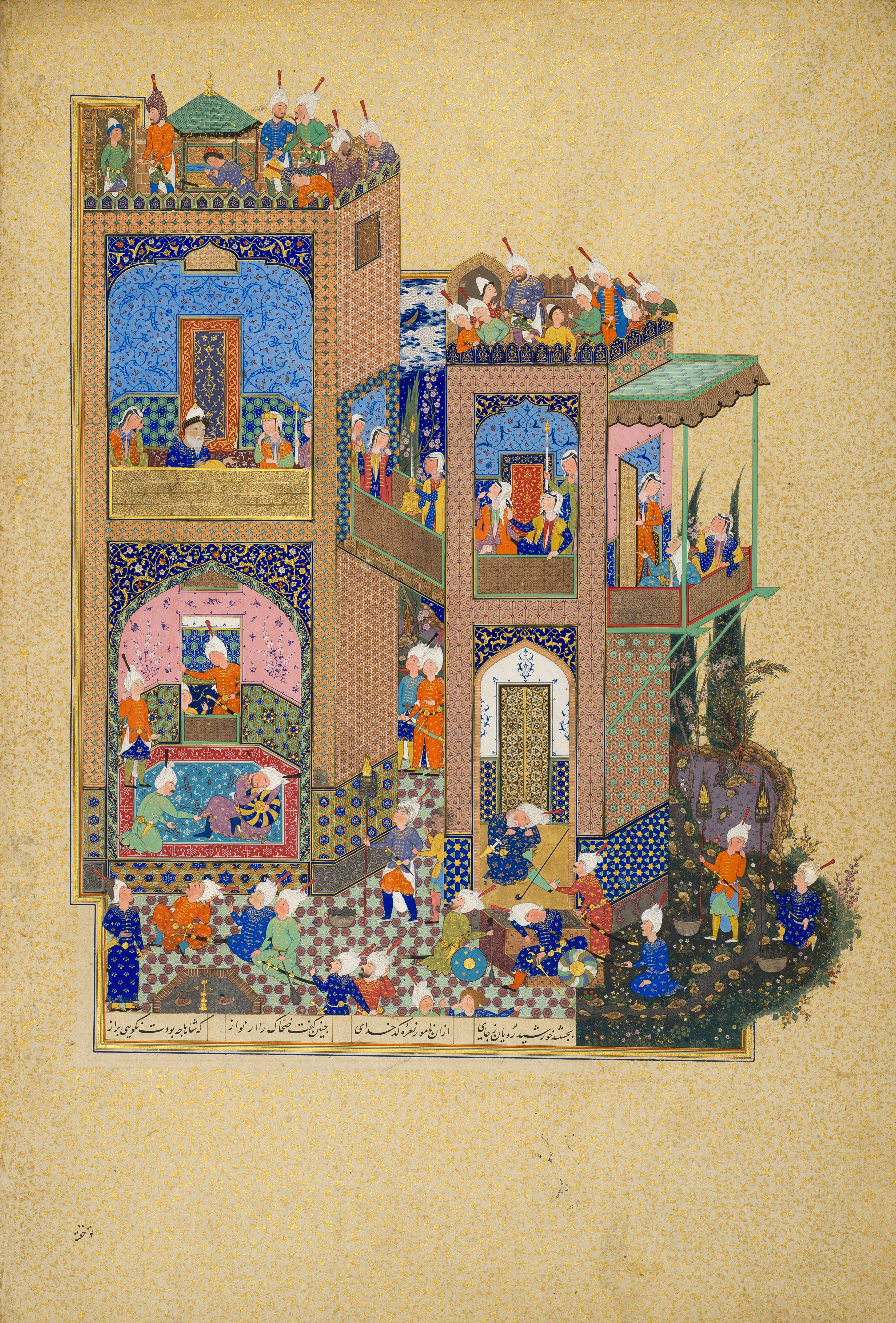
"كابوس الضحاك"، من شاهنامه الشاه طهماسب؛ حوالي 1525-1535؛ ألوان مائية غير شفافة وحبر وذهب على ورق؛ 47.2 سم (ارتفاع) × 32.1 سم (عرض)؛ محفوظة في متحف الفن الإسلامي.

مير مُصور (ازدهر في الفترة 1510-1548 م، وتُوفي 1555) كان رسامًا فارسيًا في البلاط الصفوي في تبريز ثم في البلاط المغولي في كابول. خلال فترة عمله في ورشة الصفويين الملكية، ساهم في كتابة الشاهنامه للشاه طهماسب. كان والد مير سيد علي، الذي اتخذ من الرسم مهنة له.:51
انتقل مير مُصور إلى تبريز من بدخشان. :51إن المصدر الإقليمي لأسلوبه واضح في رسوماته من عشرينيات القرن السادس عشر، على سبيل المثال لوحة "أردشير والفتاة العبدية جولنار" من عام 1527 إلى عام 1528 التي أنتجها لشاهنامة شاه طهماسب؛ بنى التركيبات فيها بعناية، مع إيلاء الكثير من الاهتمام للعناصر المعمارية والتصوير الدقيق للأشياء مثل المصابيح والأوعية والأباريق. :52ومع ذلك، بحلول ثلاثينيات القرن السادس عشر، كجزء من التوليف بين أساليب الرسم الإيرانية الشرقية والغربية، أصبحت رسوم مير مُصور "أكثر تصورًا ودراماتيكية" وتوقفت عن احتواء وفرة من التفاصيل الدقيقة. :52
بالإضافة إلى الرسوم التوضيحية للمخطوطات، أنتج مير مُصور لوحات من صفحة واحدة لتُدرج في الألبومات المعروفة باسم المُورقات، على سبيل المثال صورة "سارخان بيك خادم المائدة". :54
بحلول تشرين الثاني 1549، كان مير مُصور وابنه مير سيد علي قد غادرا إيران إلى البلاط المغولي في كابول. :54من المرجح أن الشاه طهماسب الأول كان على استعداد للتخلي عنهما لأنه لم يعد يرعاهما بنشاط.:54
وفقًا للمؤرخ المعاصر دوست محمد، عمل مير مُصور وآقا ميراك معًا بشكل وثيق في خدمة المكتبة الملكية الصفوية، حيث أنتجا لوحات جدارية لقصر الأمير سام ميرزا ورسومًا توضيحية للمخطوطة الملكية لخمسة نظامي من عام 1539 إلى 1543. يوجد توقيع مير مٌصور على عمامة أحد رجال البلاط في لوحة "منوچهر على العرش" من شاهنامه الطهماسبية، كما أن بيتًا شعريًا مكتوبًا في الإيوان الموضح في الرسم التوضيحي "نوشيروان والبوم" في مخطوطة خمسة 1539-1543 ينسب اللوحة إلى مير مُصور ويرجع تاريخها إلى 1539-1540.